# お菓子系
お菓子系（おかしけい）は、アイドルグラビアのジャンルのひとつ。

## 概略
1985年創刊の『熱烈投稿』（少年出版社）がブルマとセーラー服の合成語「ブルセラ」を作り出すと、1980年代後半にこれらを題材、衣裳としたグラビアフォトが流行。アダルト向けグラビア誌を中心に掲載された。
ブルセラが社会現象となっていた1990年代前半は単にブルセラグラビアと呼ばれ、ブルセラという言葉を世間にも浸透させていった。このブルセラグラビアを専門的に掲載したグラビア雑誌は、1992年創刊の『クリーム』を嚆矢とし、1990年代後半には『ホイップ』、『ワッフル』、『ラッキークレープ』、『ジューシープレス』と菓子名を誌名に使用するノンヌード美少女雑誌が相次いで創刊された。このことからジャンルそのものも「お菓子系」と呼ばれるようになった。これらの雑誌は「お菓子系雑誌」と呼ばれ、お菓子系雑誌に登場するグラビアアイドルは「お菓子系アイドル」と呼ばれる。

## お菓子系メディア

### お菓子系雑誌
お菓子系グラビアを掲載する雑誌は「お菓子系雑誌」と呼ばれる。このジャンルの雑誌としては、『クリーム』（ワイレア出版）が最もよく知られている。
この通称の由来は前述の通り誌名の傾向によるものである。
お菓子系雑誌の多くは通常の制服や制服系着エロ、水着やヌードグラビアなどの内のいくつかまたはすべてを掲載しているため、アイドル雑誌の側面とアダルト雑誌の側面の両方の性格を併せ持つ。一般の週刊誌や漫画雑誌、あるいはヌードグラビア中心の雑誌がお菓子系アイドルを掲載することも多いため、明確な定義があるわけではなく境界は限りなく曖昧である。
最盛期には25万部以上が売られた。お菓子系雑誌が当時成功した一つの要因として、有害図書規制が挙げられる。コンビニエンスストア各社が自主規制でアダルト雑誌の取り扱いを控えた中、誌面内にはヌードがある雑誌もあった中、表紙はあくまでも爽やかだったお菓子系雑誌は心証が良くうまく隙間に入り込めたのだ。しかし競合誌が増えると過激化していき、1999年11月1日に児童ポルノ禁止法が施行。お菓子系雑誌は方向転換を迫られることになる。もともとポップな作りだったクリームはその方向性を強化し、モデルの選定や衣裳の見せ方にこだわりを見せるが、競合他誌はかじ取りに失敗し休刊を余儀なくされた。クリームの独壇場となるかに見えたゼロ年代に『ホイップ』が創刊。クリームのフォーマットを踏襲しつつも、サブカル読み物を充実させた独自路線を歩んでいった。

### お菓子系写真集・ビデオ
各お菓子系アイドル単独の写真集・イメージビデオは数多く発売されているが、お菓子系を専門的に扱うシリーズとしては写真集における『クリーム写真集』（ワイレア出版）、イメージビデオにおける『美少女ソナタ』（英知出版）、『平成女学園』（ソフト・オン・デマンド）などが知られている。

## お菓子系アイドル
お菓子系グラビアで活動するグラビアアイドルは「お菓子系アイドル」と呼ばれる。谷口ともみ、相川みさお、江沢規予、久保亜沙香、浅川千裕、高木美貴、萩原舞、升水美奈子などが知られるが、人気は多くのモデルに分散しているため、本当の意味での「代表者」を挙げるのは難しい。